# Народ
Наро́д або На́рід (до радянської реформи української мови) (дав.-гр. ἔθνος, МФА: /é.tʰnos/ — етнос) — багатопланове поняття, яке може мати такі значення:
- Народ (населення) — населення держави, мешканці країни.[1][3]
- Народ — громадсько-політична сила, на яку опирається офіційна влада в країні[4]
- Народ — форма національної та етнічної єдности (те саме, що й лат. natio «нація», народність, іноді плем'я).[3]
- Народ — люди загалом, переважно у великій кількості[3].

## Загальний опис
Найчастіше цей термін вживають як синонім до «етносу». Етнос (від дав.-гр. ἔθνος, /é.tʰnos/ — етнос) — це історична спільність людей, яка склалася на певній території та володіє стабільними особливостями мови, культури, а також усвідомленням своєї єдності і відмінності від інших. Останнє звичайно зафіксоване в етнонімі, як самоназви народу. Історично сформований етнос виступає соціальним організмом, який самовідтворюється шляхом передачі новим поколінням мови, традицій, звичаїв та інших складових фольклору.
Для внутрішньої єдності етносу найважливіше значення має культура, яка дає людям усвідомлення своєї спільності. Культура, і як необхідний компонент, і як одна з властивих етносу особливостей, забезпечує його повноцінне функціонування. Але відбувається і зворотний процес — конвергенція (зближення) етнічних культур внаслідок історичного розвитку і взаємодії народів. Тому сьогодні культуру кожного етносу характеризує сукупність, з одного боку, національно-специфічних, а з іншого — загальнолюдських компонентів.
Внаслідок природного тривалого співжиття племена змішувалися. Вчені довели, наприклад, що французький народ — наслідок змішання римлян, кельтів і германців; український — слов'янських і тюркських племен Київської Русі; завдяки змішанню слов'ян, угро-фінських племен, тюрків постав російський (московський) народ. Та сутність народу не вичерпується біологічним походженням, оскільки він живе в певному просторі. Саме простір як місце постійної осілості народу є дуже важливим елементом його існування. Люди здавна були пов'язані природою, простором (рибальство, полювання, рільництво, тваринництво). Цей простір для них був близьким, рідним, а всякий інший — чужим. Колективними зусиллями народу облаштовувалася певна територія. Народжувалося поняття «батьківщина». До цього прилучився ще один важливий компонент — мова. З її допомогою люди спілкувалися між собою, завдяки їй розпочиналося духовне життя народу. Кожне соціальне явище — це явище народне: народна культура, народне мистецтво, народна релігія тощо.
Юридично (відповідно преамбули Конституції України) «український народ» — громадяни держави всіх (різних) національностей.